# Шарашенидзе, Леван Леванович
Леван Леванович Шарашенидзе (груз. ლევან ლევანის ძე შარაშენიძე; 24 марта 1931, Тбилиси, ЗСФСР, СССР — 8 июня 2012) — государственный и военный деятель Грузии, министр обороны Республики Грузия с января по май 1992 года.
Военачальник Советской Армии. Генерал-лейтенант с 1989 года.

## Биография
Родился в Тбилиси. Учился в Узбекистане, где его отец работал на железной дороге. Мать Левана хотела, чтобы её сын стал врачом, однако сам он выбрал военное дело. Выпускник Алма-Атинского воздушно-десантного училища. Позже окончил юридический факультет Вильнюсского государственного университета им. В. Капсукаса и Военно-политическую академию им. В. И. Ленина.
- С 1953 — служба в рядах Советской армии. Прошёл путь от командира взвода десантников до заместителя начальника политуправления Закавказского военного округа (1976—1979) и военного комиссара Республики Грузия (1979—1992).
- С 1953 г. — командир взвода парашютно-десантного полка, секретарь комсомольского бюро парашютно-десантного полка (1955—1958)

- 1958—1960 — помощник начальника политотдела по комсомольской работе гвардейской воздушно-десантной дивизии[4],
- 1960—1964 — заместитель командира батальона по политической части гвардейского парашютно-десантного полка,
- 1964—1966 — пропагандист гвардейского парашютно-десантного полка,
- 1966—1967 — заместитель по политической части командира парашютно-десантного полка,
- 1967—1969 — заместитель начальника политического отдела гвардейской воздушно-десантной дивизии,
- 1969—1976 — начальник политотдела — заместитель по политической части командира гвардейской воздушно-десантной дивизии,
- 1976—1979 — заместитель начальника политуправления Закавказского военного округа,
- 1979—1992 — военный комиссар Республики Грузия
- с января по май 1992 года — министр обороны Республики Грузия
- с мая 1992 г. — главный военный советник Министерства обороны Республики Грузия

После объявления независимости Грузией в апреле 1991 года Л. Шарашенидзе сохранил свой пост военного комиссара республики. Принимал участие в военном перевороте против первого избранного президента Грузии Звиада Гамсахурдиа (декабрь 1991 — январь 1992 года). В ходе переворота, 3 января 1992 года мятежный военный совет назначил министром обороны Грузии Л. Шарашенидзе.
8 мая 1992 года, Эдуард Шеварднадзе, новый глава Грузинского государства, снял Шарашенидзе с поста министра, заменив его командующим Национальной гвардией Грузии Тенгизом Китовани.
Тогда же Л. Шарашенидзе был назначен главным советником Министерства обороны Грузии. В этом качестве он участвовал в Южноосетинской войне (1991—1992), принимал участие в дипломатических переговорах с Россией во время войны с Абхазией (1992—1993), впоследствии обвинил Шеварднадзе в нежелании встретиться с Владиславом Ардзинба и решить конфликт мирным путём.
После 1995 года Шарашенидзе не оказывал заметного политического и военного влияния в Грузии. Скончался в 2012 году в возрасте 81 года.

## Источник
- Кто есть кто в России и ближнем зарубежье. — М., 1993.